# À nos promesses
Pour les articles homonymes, voir Promesses (homonymie).
Pour plus de détails, voir Fiche technique et Distribution.
À nos promesses est un portrait-documentaire-road movie de cent minutes réalisé par François Goetghebeur, à propos du voyage sur la route à moto de 2016 de Johnny Hallyday, dans le Sud-Ouest des États-Unis, entre La Nouvelle-Orléans en Louisiane et Los Angeles en Californie. Il est intégré au coffret collector Son rêve américain de 2020, avec la BOF À nos promesses compilant 21 titres de Johnny Hallyday.

## Histoire
Après avoir filmé sa tournée française Rester Vivant Tour, entre 2014 et 2016, le réalisateur François Goetghebeur accompagne Johnny Hallyday pour filmer sa quatrième et ultime « chevauchée mécanique » aux États-Unis, de dix jours (du 16 au 26 septembre 2016), accompagné d'une dizaine de ses amis bikers.
Avec cette équipée, Johnny Hallyday réalise son rêve américain commun en parcourant les routes de l'Ouest américain sur 5 000 milles (8 000 km, soit 500 km de moyenne par jour), en grosses cylindrées Indian et Harley-Davidson, de La Nouvelle-Orléans en Louisiane, via Texas, Nouveau-Mexique, Santa Fe, Colorado, Utah, Arizona, et Los Angeles en Californie, dans le sens inverse des deux motards épris de liberté du film road movie Easy Rider de 1966 (avec Peter Fonda, Dennis Hopper et Jack Nicholson).
Cette virée américaine sur une partie de l'U.S. Route 66 est « un retour aux sources de tout ce qui le faisait rêver depuis son enfance » inspirée d'images mythiques de liberté et de sa passion pour la culture américaine insufflées depuis sa plus petite enfance par son cousin et père adoptif américain Lee Halliday, ainsi que de films de cinéma américain tels que L'Équipée sauvage de 1953 (avec Marlon Brando), ou de tubes tels que Born to Be Wild (« Né pour être sauvage ») ou On the Road Again de Canned Heat de 1968. Ce road trip est également un voyage aux origines de sa passion pour le blues et le rock'n'roll, au pays de ses héros américains Elvis Presley, Gene Vincent, Marlon Brando, John Wayne, James Dean, Tennessee Williams, Clint Eastwood, etc., et à des lieux mythiques tels que le Grand Canyon, Monument Valley, plateau du Colorado, paysages et décors de westerns et de territoire indien tels que le parc national de Mesa Verde, ainsi qu'aux nombreux symboles emblématiques américains de ses rêves tels que motos et voitures américaines, station-services, saloons, diners, motels, ranchs, musées, et hamburgers et fast food de la cuisine américaine.
Johnny Hallyday découvre le montage de ce film en noir et blanc en décembre 2017, une semaine avant sa disparition. Le documentaire final ultérieur de cent minutes est entrecoupé de nombreux témoignages des souvenirs de ses compagnons de route et de son épouse Laeticia Hallyday, mis en musique avec la BOF À nos promesses réunissant 21 titres du chanteur.
Yodelice l'un des compagnons de route de ce périple a demandé à ne pas apparaître dans le documentaire, il n'apparait donc dans aucune image du montage final,.

## Diffusion
- 2018 : des images du documentaire sont reprises pour le clip de son single J'en parlerai au diable, extrait de son album posthume Mon pays c'est l'amour[8],[9].

- 2020 : le documentaire est diffusé en décembre sur France Télévisions[10],[11].

- 2020 : le DVD du documentaire  est intégré dans le coffret collector « Johnny-Hallyday Son rêve américain » (trois CD plus deux DVD) comprenant également un film de sa tournée de 2014 de Los Angeles à New York, et trois albums réédités : la bande originale du documentaire À nos promesses (incluant les singles À nos promesses[12] et Deux sortes d'hommes) et un double album live inédit enregistré au Beacon Theatre de New York[13],[14].